# تيوفيلو ديفيس
تيوفيلو ديفيس (بالإسبانية: Teófilo Davis) هو منافس ألعاب قوى فنزويلي، ولد في 25 يوليو 1929.

## وصلات خارجية
- تيوفيلو ديفيس على موقع أوليمبيديا (الإنجليزية)